# Achaearanea rioensis
Achaearanea rioensis är en spindelart som beskrevs av Claude Lévi 1963. Achaearanea rioensis ingår i släktet Achaearanea och familjen klotspindlar. Inga underarter finns listade i Catalogue of Life.